# Parallels Desktop for Mac
Parallels Desktop for Mac（パラレルス デスクトップ フォー マック）は、パラレルスが開発しているIntel Mac及びAppleシリコン搭載Mac用の仮想マシン環境ソフトウェアである。

## 概要
Windowsシリーズ、Linux、FreeBSD等がいくつも同時に起動できる。ちなみに、Parallels Toolsと呼ばれる各種ドライバ群をインストールする事でよりいっそう快適に利用することができる。最新版ではBoot Campパーティションからの起動、ドラッグ＆ドロップによる簡単なファイル共有(フォルダ共有も可能)、Coherenceモードを搭載しており、ハードウェア面ではMacに内蔵されているiSightやUSB、そしてDVDドライブをサポートしている。バージョン5からはDirectXやWindows Aeroをサポートし、Windows 7に対応している。バージョン11よりWindows 10に対応した。
2021年8月にリリースされたバージョン17では、Windows 11にも対応を開始している。
黎明期は、未完成な部分を搭載し発展途上なソフトウェアであったが、バージョン2.xから3.0へ、3.0から4.0へとメジャーアップデートがおこなわれるたびに大きく改善されてきている。
細かなアップデートは無償でおこなわれており、開発およびサポートは今後も継続するとパラレルス社は発表している。

## 特徴
macOSとのきわめて快適な並行利用、シームレスなファイルの共有をはじめとして、Coherenceモードを使用すれば、Windows用アプリケーションのウィンドウとスタートメニューのみがmacOSのデスクトップ上に現れ(Windowsのデスクトップは隠れる)、あたかもmacOS用アプリケーションとして使用できる。
また、上述のとおりBoot Campで作成したパーティションからWindowsを使うことも出来る。
なお、作成されたゲストOSのHDDイメージは実際より少し圧縮されている。ウィンドウのサイズ、すなわちバーチャルマシンの解像度は自由に変更することが出来る。

## 仮想マシンの新規作成
新規に作成する際にウィザードが立ち上がり、以下の三種類から仮想マシン作成方法を選べる。
- MicrosoftからWindows 10を入手
- DVD/イメージファイルからWindows/その他OSをインストール
- PCからWindowsを移行

その他、ChromeOS、Ubuntu、Androidをダウンロードしてインストールすることができる。

### 利用可能なOS
全ての対応OS用にParallels Toolsが提供されているわけではない。その他の〜とあるOSでも、正常に動作するものもある。

#### Windows
- Windows 2000
- Windows XP
- Windows Server 2003
- Windows Vista
- Windows 7
- Windows Server 2008 (4.0より対応)
- Windows 8
- Windows 10
- Windows 11
- その他のWindows

#### macOS
- Mac OS X Server v10.5 Leopard
- Mac OS X Server v10.6 Snow Leopard
- OS X v10.7 Lion
- OS X v10.8 Mountain Lion
- OS X v10.9 Mavericks
- OS X v10.10 Yosemite
- OS X v10.11 El Capitan
- macOS Sierra
- macOS High Sierra
- macOS Mojave
- macOS Catalina
- macOS Big Sur
- macOS Monterey
- macOS Ventura
- macOS Sonoma
- macOS Sequoia

#### Linux
- Red Hat Enterprise Linux
- Red Hat Enterprise Server 3
- SUSE Enterprise Linux
- SUSE Enterprise Server 9
- Debian GNU/Linux
- Red Hat Linux
- Fedora Linux
- CentOS Linux（4.0より対応）
- OpenSUSE Linux（4.0より対応）
- Mandriva Linux
- Xandros Linux
- Ubuntu Linux
- その他のLinux kernel 2.4系OS
- その他のLinux kernel 2.6系OS
- その他のLinux

#### FreeBSD
- FreeBSD 4.x
- FreeBSD 5.x
- FreeBSD 6.x
- FreeBSD 7.x（4.0より対応）
- その他のFreeBSD

#### OS/2
- OS/2 Warp 3
- OS/2 Warp 4
- OS/2 Warp 4.5
- eComStation 1.1
- eComStation 1.2
- その他のOS/2

#### Solaris
- Solaris 10
- Solaris 11
- その他のSolaris

#### MS-DOS
- MS-DOS 6.22
- その他のMS-DOS

#### その他系列のOS
理論上は起動可能な物で、どのOSにも当てはまらないもの。